# 1995 au Maroc
Chronologie du Maroc
- 1991
- 1992
- 1993
- 1994
- 1995
- 1996
- 1997
- 1998
- 1999

Cet article présente les faits marquants de l'année 1995 au Maroc ou relatifs au Maroc.

## Événements
- 28 janvier : trois des dix-sept militants islamistes qui étaient accusés d'actions terroristes durant l'été 1994, sont condamnés à mort par la cour d'appel de Fès[1].

## Sports
- Le Championnat du Maroc de football 1995-1996 est la 80e édition du championnat du Maroc de football et la 1re au sein du Groupement Nationale de Football 1. Elle voit le sacre du Raja Club Athletic qui remporte le deuxième titre de champion de son histoire.
- La Coupe du Maroc de football 1994-1995 est la trente-neuvième édition de la compétition.
- La Coupe du Maroc de football 1995-1996 est la quarantième édition de la compétition.